# 桜、みんなで食べた
「桜、みんなで食べた」（さくら、みんなでたべた）は、日本の女性アイドルグループ・HKT48の楽曲。作詞は秋元康、作曲はRyosuke "Dr.R" Sakaiが担当した。2014年3月12日にHKT48の3作目のシングルとしてユニバーサルミュージック（UNIVERSAL SIGMA）から発売された。楽曲のセンターポジションは田島芽瑠と朝長美桜の2人が務めた。

## 背景とリリース
本楽曲は、AKB48グループのシングル曲としては7作目となる「桜ソング」で、2006年2月に『桜の花びらたち』でAKB48がインディーズデビューし、2009年3月に『10年桜』、2010年2月に『桜の栞』、2011年2月に『桜の木になろう』、2012年2月に『GIVE ME FIVE!』、2013年2月に『So long !』を発売するまでは、全部AKB48のシングル曲だったが、姉妹グループのシングル曲及びHKT48のシングル曲としては、本作が初となる。
2014年1月19日に鹿児島市民文化ホールで開催された『HKT48九州7県ツアー〜可愛い子には旅をさせよ〜』夜公演で、劇場支配人としても活動する指原莉乃が、3rdシングルを3月12日にリリースすることを発表。そして、同年2月8日に長崎ブリックホールで開催された同ツアー昼公演のサプライズとして、指原が当シングルの選抜メンバー16人および楽曲のタイトルを発表し、その場で初披露された。
楽曲のセンターポジションは2ndシングル「メロンジュース」に引き続き、田島と朝長の2人が務める。今作で初めて選抜メンバーに選ばれたのは、3期研究生の田中美久と矢吹奈子の2人。そして、前作で選抜から外れていた中西智代梨が選抜に復帰。その一方で、前作の選抜メンバーだった、岡田栞奈、岡本尚子、谷真理佳の3人が今作で選抜から外れた。
同年2月14日には、選抜メンバー16人がHKT48としてテレビ朝日の音楽番組『ミュージックステーション』に初出演し、当楽曲をテレビ初披露した。
カップリング曲は5曲。各タイプ・共通のものとして「君はどうして?」が収録されている。そして、2014年1月11日に発表された新編成チームの曲が収録され、Type-AはチームHの「既読スルー」、Type-BはチームKIVの「昔の彼氏のお兄ちゃんとつき合うということ」、Type-Cは研究生の「覚えてください」。さらに、劇場盤にはチームH 「博多レジェンド」公演の楽曲として「君のことが好きだから」の替え歌「君のことが好きやけん」が初収録された。
衣装の色は、●赤と●青の2色。

## 衣装
選抜メンバーの衣装の色分けは、以下の通りとなる。
| ●赤 | 多田愛佳、指原莉乃、田島芽瑠、朝長美桜、松岡菜摘、村重杏奈、本村碧唯、森保まどか |
| ●青 | 秋吉優花、穴井千尋、兒玉遥、田中美久、中西智代梨、渕上舞、宮脇咲良、矢吹奈子     |

## 音楽性と批評
デビューから3作連続センターを務める田島によると、「今回の新作は『お別れ』がテーマで、HKT48の春の『クラス替え』とも関連している」とのこと。同じくセンターの朝長は、振付について 「観客も一緒に手振りできる振付となっているので、一緒に踊っていただければうれしい」とアピールした。

## アートワーク
| Type-A | 多田愛佳、指原莉乃、田島芽瑠、朝長美桜、宮脇咲良、村重杏奈、本村碧唯、森保まどか |
| Type-B | 秋吉優花、兒玉遥、指原莉乃、田島芽瑠、朝長美桜、渕上舞、松岡菜摘                 |
| Type-C | 穴井千尋、兒玉遥、田島芽瑠、田中美久、朝長美桜、中西智代梨、宮脇咲良、矢吹奈子   |
| 劇場盤 | 兒玉遥、指原莉乃、田島芽瑠、朝長美桜、宮脇咲良                                   |

CDのジャケットは、ルーツァーズ・アーカイブ社が発行する「世界のベストフォトグラファー200人」に選出されたカメラマン正田真弘が担当した。

## チャート成績
「桜、みんなで食べた」のシングルCDは、2014年3月24日付オリコン週間シングルチャートにおいて初登場で1位にランクインした。同チャートにおけるHKT48のデビューからの連続1位獲得数は3作となり、これはグループからのソロ・ユニットデビューを除く女性アーティストとしてはNMB48の3作に並ぶ歴代1位タイ記録である。初動売上は約27万7000枚となり、前作「メロンジュース」の約26万9000枚を上回り初動売上の自己最高記録を更新した。

## ミュージックビデオ
「桜、みんなで食べた」のミュージックビデオ（MV）は、メンバー全員がエスパー学校の生徒を演じ、各々が超能力を披露、本作が初選抜となった小学6年生の矢吹と田中が扮するいたずらっ子2人組エスパーがメンバーに超能力をかけまくっていく、という設定。衣装にはマントも使用されている。HKT48のMVとしては初めてCGが導入され、ストーリーのファンタジー色が強調されている。各メンバーが個性を表現できるように、ダンスシーンの振付は所作をかっちり決めず、ゆとりのあるものになっており、イントロでは、指原が矢吹の手を取り回転し、矢吹が床にひざまずくといったアドリブも披露、メンバー全員で肩を組む覚えやすい振付や、サビではタイトルを象徴する桜の花びらを食べる仕草も盛り込まれている。振付は西田一生が担当した。監督は2ndシングル「メロンジュース」を手掛けた土屋隆俊が担当した。

## メディアでの使用
「桜、みんなで食べた」には、以下のタイアップが付いている。
- 東京モノレール×HKT48 「『羽田アクセス モノレール派』宣言!」 CM曲[10]
- TBS『HKT48のおでかけ!』エンディング・テーマ（2014年2月26日 - 9月4日付放送分）

「君はどうして?」には、以下のタイアップが付いている。
- 常盤薬品工業『なめらか本舗』美白肌は輝く編 CM曲
- 熊本日日新聞 CM曲

## シングル収録トラック

### Type-A
| #         | タイトル                               | 作詞      | 作曲                 | 編曲           | 時間  |
| --------- | -------------------------------------- | --------- | -------------------- | -------------- | ----- |
| 1.        | 「桜、みんなで食べた」                 | 秋元康    | Ryosuke "Dr.R" Sakai | 野中“まさ”雄一 | 4:00  |
| 2.        | 「君はどうして?」                      | 秋元康    | 後藤次利             | 後藤次利       | 4:07  |
| 3.        | 「既読スルー」(Team H)                 | 秋元康    | 伊藤寛之             | 佐々木裕       | 4:03  |
| 4.        | 「桜、みんなで食べた（Instrumental）」 |           |                      |                | 4:00  |
| 5.        | 「君はどうして?（Instrumental）」      |           |                      |                | 4:07  |
| 6.        | 「既読スルー（Instrumental）」         |           |                      |                | 4:01  |
| 合計時間: | 合計時間:                              | 合計時間: | 合計時間:            | 合計時間:      | 24:18 |

| #  | タイトル                                                           | 作詞 | 作曲・編曲 | 時間 |
| -- | ------------------------------------------------------------------ | ---- | ---------- | ---- |
| 1. | 「桜、みんなで食べた（Music Video）」                              |      |            | 4:00 |
| 2. | 「既読スルー（Music Video）」                                      |      |            |      |
| 3. | 「特典映像「HKT48 メロンジュース発売記念 大ボウリング大会 前編」」 |      |            |      |

### Type-B
| #         | タイトル                                                     | 作詞      | 作曲                 | 編曲           | 時間  |
| --------- | ------------------------------------------------------------ | --------- | -------------------- | -------------- | ----- |
| 1.        | 「桜、みんなで食べた」                                       | 秋元康    | Ryosuke "Dr.R" Sakai | 野中“まさ”雄一 | 4:00  |
| 2.        | 「君はどうして?」                                            | 秋元康    | 後藤次利             | 後藤次利       | 4:07  |
| 3.        | 「昔の彼氏のお兄ちゃんとつき合うということ」(Team KIV)       | 秋元康    | Mr.BLACKHOLE         | Mr.BLACKHOLE   | 3:59  |
| 4.        | 「桜、みんなで食べた（Instrumental）」                       |           |                      |                | 4:00  |
| 5.        | 「君はどうして?（Instrumental）」                            |           |                      |                | 4:07  |
| 6.        | 「昔の彼氏のお兄ちゃんとつき合うということ（Instrumental）」 |           |                      |                | 3:57  |
| 合計時間: | 合計時間:                                                    | 合計時間: | 合計時間:            | 合計時間:      | 24:10 |

| #  | タイトル                                                           | 作詞 | 作曲・編曲 | 時間 |
| -- | ------------------------------------------------------------------ | ---- | ---------- | ---- |
| 1. | 「桜、みんなで食べた（Music Video）」                              |      |            | 4:00 |
| 2. | 「昔の彼氏のお兄ちゃんとつき合うということ（Music Video）」        |      |            |      |
| 3. | 「特典映像「HKT48 メロンジュース発売記念 大ボウリング大会 後編」」 |      |            |      |

### Type-C
| #         | タイトル                               | 作詞      | 作曲                 | 編曲           | 時間  |
| --------- | -------------------------------------- | --------- | -------------------- | -------------- | ----- |
| 1.        | 「桜、みんなで食べた」                 | 秋元康    | Ryosuke "Dr.R" Sakai | 野中“まさ”雄一 | 4:00  |
| 2.        | 「君はどうして?」                      | 秋元康    | 後藤次利             | 後藤次利       | 4:07  |
| 3.        | 「覚えてください」(研究生)             | 秋元康    | Kakoo                | 佐々木裕       | 5:18  |
| 4.        | 「桜、みんなで食べた（Instrumental）」 |           |                      |                | 4:00  |
| 5.        | 「君はどうして?（Instrumental）」      |           |                      |                | 4:07  |
| 6.        | 「覚えてください（Instrumental）」     |           |                      |                | 5:17  |
| 合計時間: | 合計時間:                              | 合計時間: | 合計時間:            | 合計時間:      | 26:49 |

| #  | タイトル                                                    | 作詞 | 作曲・編曲 | 時間 |
| -- | ----------------------------------------------------------- | ---- | ---------- | ---- |
| 1. | 「桜、みんなで食べた（Music Video）」                       |      |            | 4:00 |
| 2. | 「桜、みんなで食べた（Making Video）」                      |      |            |      |
| 3. | 「特典映像「HKT48 3期生&ドラフト生 はじめての全国握手会」」 |      |            |      |

### 劇場盤
| #         | タイトル                                 | 作詞      | 作曲                 | 編曲           | 時間  |
| --------- | ---------------------------------------- | --------- | -------------------- | -------------- | ----- |
| 1.        | 「桜、みんなで食べた」                   | 秋元康    | Ryosuke "Dr.R" Sakai | 野中“まさ”雄一 | 4:00  |
| 2.        | 「君はどうして?」                        | 秋元康    | 後藤次利             | 後藤次利       | 4:07  |
| 3.        | 「君のことが好きやけん」                 | 秋元康    | 織田哲郎             | 野中“まさ”雄一 | 4:10  |
| 4.        | 「桜、みんなで食べた（Instrumental）」   |           |                      |                | 4:00  |
| 5.        | 「君はどうして?（Instrumental）」        |           |                      |                | 4:07  |
| 6.        | 「君のことが好きやけん（Instrumental）」 |           |                      |                | 4:08  |
| 合計時間: | 合計時間:                                | 合計時間: | 合計時間:            | 合計時間:      | 24:32 |

## 選抜メンバー
- 秋吉優花
- 穴井千尋
- 多田愛佳
- 兒玉遥
- 指原莉乃
- 田島芽瑠
- 田中美久
- 朝長美桜
- 中西智代梨
- 渕上舞
- 松岡菜摘
- 宮脇咲良
- 村重杏奈
- 本村碧唯
- 森保まどか
- 矢吹奈子